# Symfoni nr 5 (Mahler)
Gustav Mahlers symfoni nr 5 i ciss-moll komponerades 1901 och 1902 och uppfördes för första gången 1904. Symfonin är idag kompositörens mest spelade verk för stor orkester.
Satserna är:
1. Trauermarsch ( Begravningsmarsch ) Ciss-moll
2. Stürmisch bewegt, mit größter Vehemenz (Stormigt, med största uttryck ) (a-moll)
3. Scherzo (D-dur)
4. Adagietto ( F-dur )
5. Rondo-Finale (D-dur)

Femte symfonin kan sägas inleda en ny period efter de första fyra symfonierna. Sagotemat och vokalinsatserna får stå tillbaka för ett mer modernt tonspråk.
Symfonin inleds med ett av orkesterrepertoarens viktigaste trumpetsolon, vilket vanligen är ett av de obligatoriska provspelningsstyckena vid antagning av nya orkestertrumpetare, varpå orkestern sätter sig i rörelse.
Andra satsen har kvar första satsens stämning men har ett högre tempo. Tredje satsen är ett stort scherzo med mycket variation. Speciellt framträdande i denna sats är den obligatstämma som solohornisten spelar.
Adagiettosatsen, enbart för stråksektionen och harpa, användes som filmmusik i Luchino Viscontis film Döden i Venedig. Den kontrasterar till de tre första satserna.
I finalen brister orkestern ut i triumf uppblandad med en viss ironi.

## Premiärer
- Sverige: November 1913. Musikaliska Akademien, Helsingfors stadsorkester, dirigent Georg Schnéevoigt.